# Nia Wedderburn-Goodison
Nia Wedderburn-Goodison (9 de enero de 2005) es una deportista británica que compite en atletismo, especialista en las carreras de velocidad. Ganó una medalla de oro en los Relevos Mundiales 2025, en la prueba de 4 × 100 m.

## Palmarés internacional
| Relevos Mundiales | Relevos Mundiales | Relevos Mundiales | Relevos Mundiales |
| Año               | Lugar             | Medalla           | Prueba            |
| ----------------- | ----------------- | ----------------- | ----------------- |
| 2025              | Cantón (China)    | Medalla de oro    | 4 × 100 m         |